# Bauffe
Bauffe is een dorp in de Belgische provincie Henegouwen en een deelgemeente van de Waalse gemeente Lens. Tot 1 januari 1977 was het een zelfstandige gemeente.

## Bezienswaardigheden
- De Sint-Brictiuskerk (Église Saint-Brice) is\\was een neogotisch bouwwerk van 1842 die werd vervangen door een modern kerkgebouw met een losstaande open klokkentoren bestaande uit vier bakstenen pijlers.

## Natuur en landschap
Bauffe ligt direct ten oosten van de Vliegbasis Chièvres op een hoogte van 63 meter.

## Demografische ontwikkeling
- Bronnen:NIS, Opm:1831 tot en met 1970=volkstellingen, 1976= inwoneraantal op 31 december

## Nabijgelegen kernen
Chièvres, Cambron-Casteau, Lens